# Skylab 2

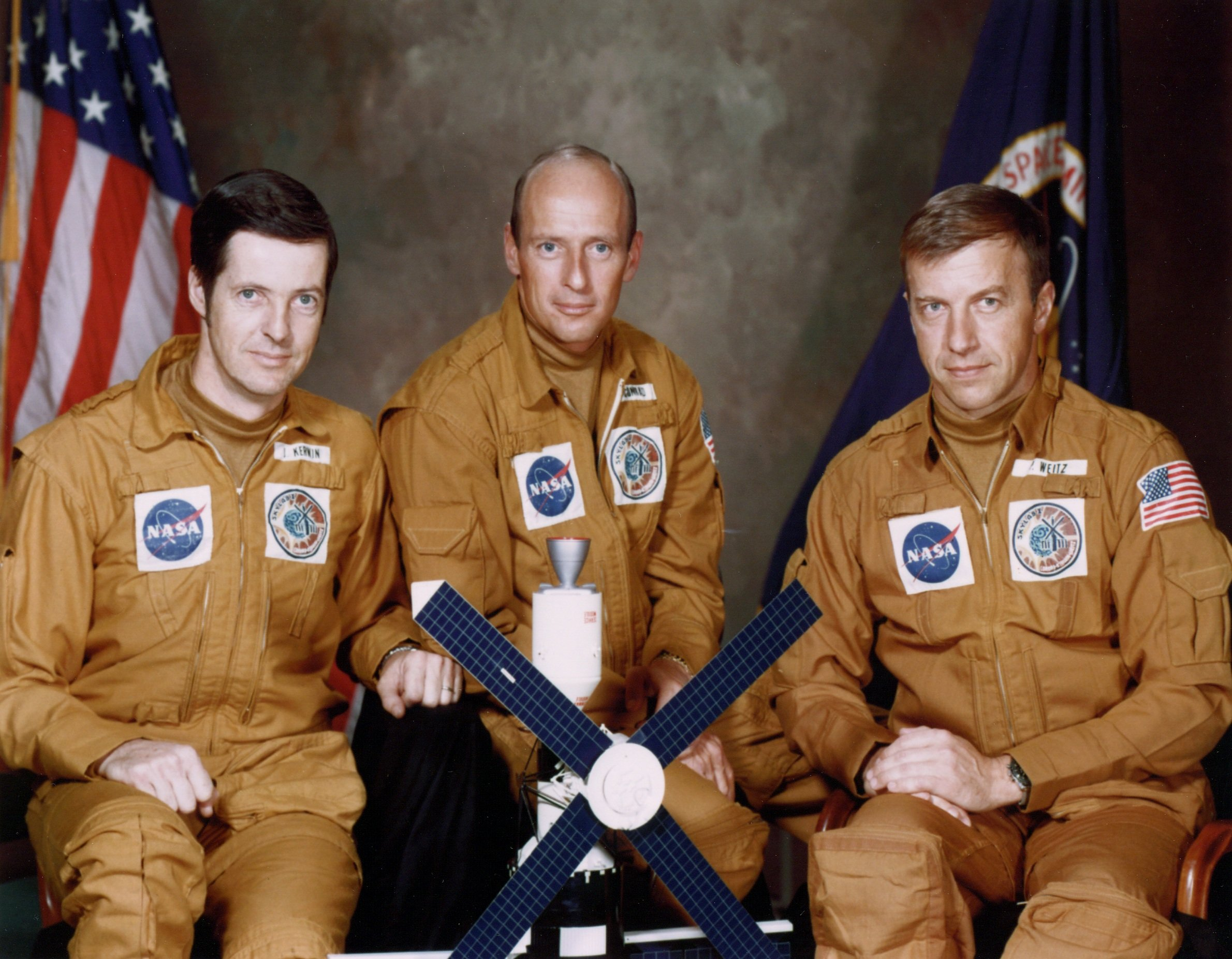
Echipajul din Skylab 2: Kerwin, Conrad și Weitz

Skylab 2 sau SL-2(SLM-1) a fost prima misiune cu echipaj către Skylab - prima stație spațială a Statelor Unite.
Echipajul american a fost compus din astronauții:
- Comandant: Charles Conrad Jr.
- Pilot: Paul J. Weitz
- Pilot științific: Joseph P. Kerwin

Lansarea a avut loc la data de 25 mai 1973 la ora 13:00:00 UTC la bordul rachetei Saturn 1B, iar întoarcerea și aterizarea la data de 22 iunie 1973 la ora 13:49:48, după circa 28 de zile de zbor.